# Лефенгаген
Лефенгаген (нім. Levenhagen) — громада в Німеччині, розташована в землі Мекленбург-Передня Померанія. Входить до складу району Передня Померанія-Грайфсвальд. Складова частина об'єднання громад Ландгаген.
Площа — 13,18 км2. Населення становить 423 ос. (станом на 31 грудня 2020).

## Галерея

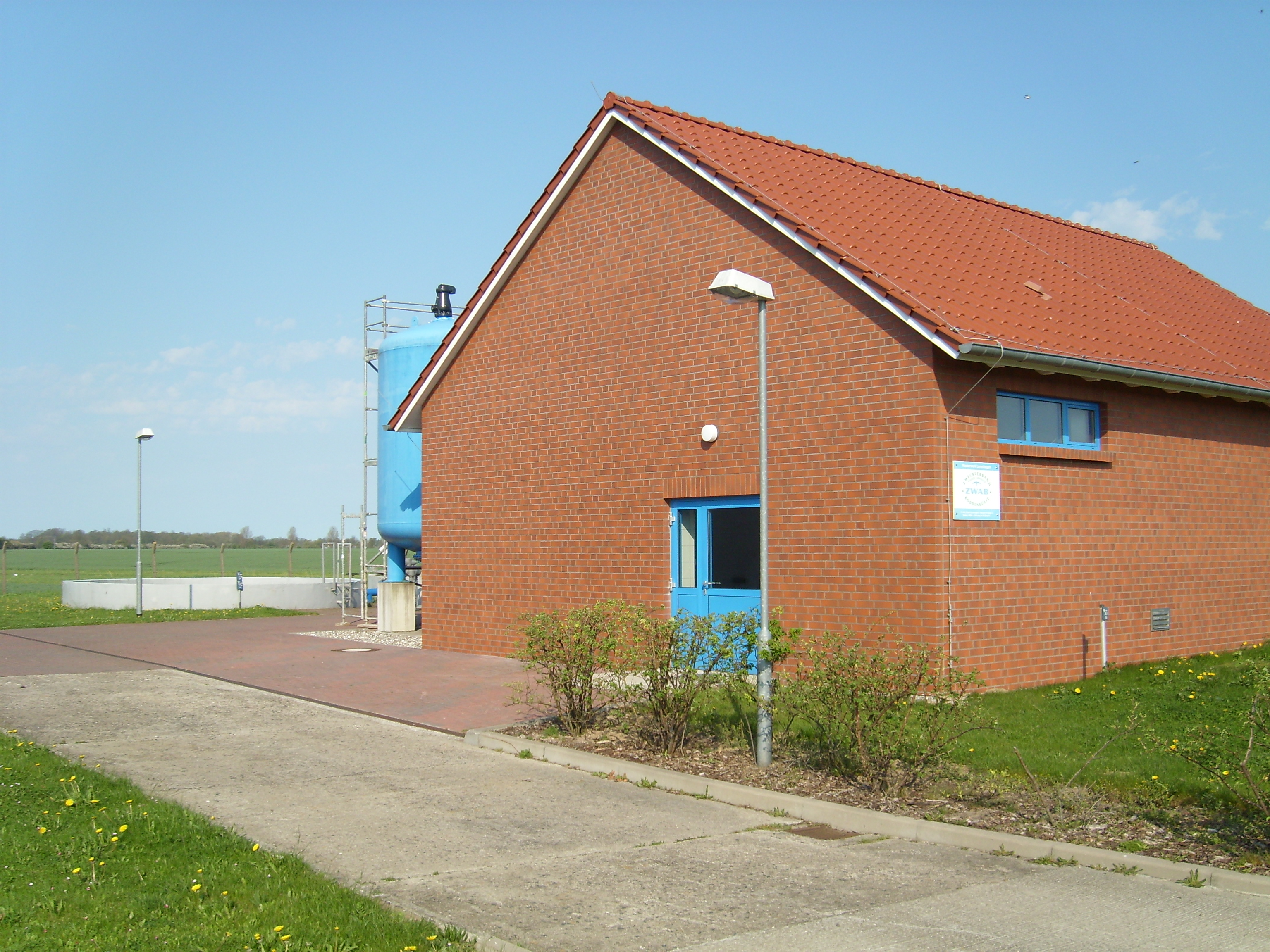